# Syllimnophora atrovittata
Syllimnophora atrovittata är en tvåvingeart som först beskrevs av Stein 1904.  Syllimnophora atrovittata ingår i släktet Syllimnophora och familjen husflugor.
Artens utbredningsområde är Peru. Inga underarter finns listade i Catalogue of Life.